# جان فلاناگان (شناگر)
جان فلاناگان (به انگلیسی: John Flanagan) (زادهٔ ۱۷ ژوئیهٔ ۱۹۷۵) شناگر اهل ایالات متحده آمریکا است.